# InterDaF
interDaF e.V. am Herder-Institut der Universität Leipzig ist ein als Verein organisiertes Institut für universitäre und voruniversitäre Sprachkurse für Deutsch als Fremdsprache in Leipzig.

## Aufgaben
Aufgabe des Instituts ist es laut Satzung, „Sprach- und Weiterbildungsarbeit auf dem Gebiet des Deutschen als Fremdsprache zu leisten, und zwar mit Schwerpunkten auf folgenden Gebieten: universitäre Fort- und Weiterbildung von Aus- und Inländern; Sprachausbildung von Ausländern zur Vorbereitung auf ein Hochschulstudium in der Bundesrepublik Deutschland; Sprachausbildung von Ausländern und Aussiedlern.“

## Geschichte
Das Sprachinstitut wurde 1992 gegründet von Johannes Wenzel, dem Direktor des Herder-Instituts, und Peter Gutjahr-Löser, Kanzler der Universität Leipzig. Das Institut entstand als Ausgründung des Herder-Instituts, das bis 1992 ausländische Studenten für das Studium an Hochschulen und Universitäten vorbereitete. Am 1. Januar 1993 nahm interDaF seine Unterrichtsarbeit auf. Seither wurden 1993 bis 2001 voruniversitär etwa 2550 Stipendiaten der Otto-Benecke-Stiftung ausgebildet und 2127 Teilnehmer aus internationalen Sprachkursen. Einschließlich der Sommerkurse waren es bis 2001 universitär 6065 Teilnehmer aus 80 Ländern. Das Institut arbeitet als gemeinnütziger Verein am Herder-Institut an der Universität Leipzig.
Der Verein beschäftigt Lehrer, die neben einer universitären Germanistikausbildung ein Zusatz- und Nebenfachstudium im Fach Deutsch als Fremdsprache absolviert haben und vielfach auf mehrjährige Auslandserfahrungen zurückblicken. Seit Dezember 2005 ist interDaF eingetragenes TestDaF-Zentrum.

## Vorstand
- 1. Vorsitzender: Fritz König
- 2. Vorsitzender: Andreas Michael
- Geschäftsführerin: Anke Schmidt-Wächter

## Partner
InterDaF arbeitet mit dem DAAD, dem Goethe-Institut, der Otto-Benecke-Stiftung, dem Institut für Auslandsbeziehungen in Stuttgart, der Robert Bosch Stiftung, der Alexander von Humboldt-Stiftung und dem Gustav-Adolf-Werk zusammen.